# Yêu lại từ đầu
Yêu lại từ đầu (tên gốc tiếng Anh: The Vow, n.đ. 'Lời thề nguyện') là một bộ phim chính kịch lãng mạn của Mỹ ra mắt năm 2012 do Michael Sucsy làm đạo diễn và Abby Kohn, Marc Silverstein, Jason Katims viết kịch bản, lấy cảm hứng từ câu chuyện có thật của cặp vợ chồng Kim và Krickitt Carpenter. Bộ phim có sự tham gia của Rachel McAdams trong vai Paige, Channing Tatum trong vai Leo Collins và một số diễn viên khác như: Sam Neill, Scott Speedman và Jessica Lange trong các vai phụ. Tính đến năm 2013, Yêu lại từ đầu là bộ phim thuộc thể loại chính kịch lãng mạn có doanh thu cao thứ tám được sản xuất kể từ năm 1980. Đây cũng là bộ phim cuối cùng của Spyglass Entertainment cho đến khi công ty tái hoạt động vào năm 2019.

## Nội dung
Bước ra từ một rạp chiếu phim, Paige Collins ( Rachel McAdams ) và chồng Leo ( Channing Tatum ) đang trên đường về nhà. Tại một biển báo dừng, Paige tháo dây an toàn để cố hôn Leo. Đúng lúc đó, một chiếc xe tải húc xe của họ từ phía sau khiến Paige bị đâm đầu xuyên qua kính chắn gió, trong khi Leo chỉ bị thương nhẹ. Bằng cách nào đó cả hai người họ đều được đưa đến phòng cấp cứu với tình trạng khá nguy kịch. Sau khi Leo đã tỉnh lại, Paige vẫn còn trong trạng thái hôn mê, bác sĩ nói với anh rằng cô ấy sẽ bị mất trí nhớ tạm thời và cần thời gian để vùng bị tổn thương hồi phục. Đúng như lời bác sĩ đã nói, Paige mất đi toàn bộ trí nhớ của 5 năm liền khiến cô nghĩ Leo là bác sĩ của mình, đồng thời cũng không còn nhớ đến cuộc hôn nhân và quãng thời gian hạnh phúc bên Leo. 
Khi bố mẹ giàu có của Paige, Bill và Rita Thornton, biết được điều này, họ đã đến thăm cô. Đây là lần đầu tiên Leo gặp họ, và họ không đánh giá cao việc Leo đưa con gái họ đi mà không được thông báo, điều này khiến cho Paige không hiểu tại sao anh lại không gặp bố mẹ cô sau khi họ kết hôn. Cô còn thấy lạ rằng anh cũng không biết tại sao. Đồng thời, cô cũng không hiểu lý do mình lại rời trường luật, phá bỏ hôn ước với vị hôn phu trước của mình -Jeremy- và tại sao cô cũng không còn liên lạc với gia đình và bạn bè kể từ khi kết hôn với Leo nữa... Cha mẹ cô kiên quyết muốn đưa cô về nhà với họ và Paige đồng ý, nghĩ rằng có thể cô đã kết hôn với Leo vì một số lợi ích chung nhưng cô vẫn muốn Leo tìm kiếm bằng chứng thuyết phục về cuộc hôn nhân của họ. Tuy rằng sau khi biết chuyện người vợ của mình đã mất hết kí ức về nhau khiến cho trái tim Leo gần như muốn tan vỡ trong sự đau khổ nhưng ngay khi cô và gia đình chuẩn bị đi, Leo vẫn cố chạy đến đưa cho Paige một đoạn tin nhắn thoại cuối cùng mà anh còn tìm được vào đêm hôm trước. Sau khi nghe được lời nhắn, Paige cảm giác lời nói của cô gái trong tin nhắn (mà thực chất là chính cô) rất lãng mạn và qua đó cũng cho thấy cuộc sống hôn nhân của hai người họ đang rất hạnh phúc. Paige rất vui vì anh đã tìm cho cô bằng chứng để cô có thể lấy lại trí nhớ và cuối cùng cô quyết định quay lại với Leo, hy vọng nó sẽ giúp cô lấy lại trí nhớ đã mất. Paige được bạn bè chào đón về nhà bằng một bữa tiệc bất ngờ, nhưng vì không thể nhớ được ai trong số họ, cô cảm thấy choáng ngợp và vô cùng bối rối.
Ngày hôm sau, Paige đến quán cà phê quen thuộc của cô ấy, nhưng không nhớ đã từng ở đó và lạc đường trở về. Cô ấy gọi cho mẹ mình vì không biết hoặc không nhớ số của Leo, và mẹ chở cô về tận ngôi nhà mà cô từng chung sống hạnh phúc với bố mẹ. Tối hôm đó, Leo và Paige được bố mẹ cô mời đi ăn tối nhưng anh bối rối và cảm thấy mình không phù hợp với gia đình của cô. Vào một bữa tiệc nữa của gia đình Paige, anh lại phải quay về trong sự thất vọng vì biết rằng Paige vẫn cố tìm cách để liên lạc với vị hôn phu cũ và đã có một cuộc xích mích giữa hai người (Leo và Jeremy). Vả lại, anh càng cố gắng giúp cô lấy lại trí nhớ đã mất, thì Paige càng muốn tìm hiểu lý do cô rời trường luật và việc phá bỏ hôn ước để có thể bắt đầu lại những chuyện đã qua. Thật vậy, trước buổi bữa tiệc Paige đã tìm cách đến văn phòng của Jeremy và hai người đã hôn nhau sau một cuộc trò chuyện nho nhỏ về quá khứ của mình. Mặc dù vậy nhưng bác sĩ vẫn khuyên cô nên lấp đầy những lỗ hổng trong trí nhớ hơn là sống trong sự sợ hãi về quá khứ của mình. Khi đám cưới của chị gái Gwen đang đến gần, Paige quyết định ở với bố mẹ cô cho đến khi đám cưới diễn ra. Dẫu cho Leo đã yêu cầu cô đi hẹn hò và dành một đêm cùng nhau để giúp cô nhớ lại lần đầu tiên mà hai người đã gặp nhau, nhưng mối quan hệ càng trở nên căng thẳng mà không thể tốt thêm.
Chính vì không hiểu được nhau mà Paige lại gia nhập trường luật và Leo phải ký giấy ly hôn. Tại một cửa hàng, cô gặp người bạn thân cũ Diane, tuy Diane cố tránh mặt Paige nhưng cô đã quay lại xin lỗi vì đã từng dây dưa với cha của Paige, đồng thời cũng hàm ý cảnh báo cho Paige về lý do tại sao cô ấy đã rời bỏ gia đình của mình. Khi cô đối mặt với mẹ mình về điều này, Rita nói với cô rằng cô quyết định ở lại với Bill vì tất cả những điều anh ấy đã làm đúng thay vì bỏ mặc anh ta vì một hành động sai trái nhưng Paige vẫn thất vọng vì mẹ không nói cho cô biết điều này. Paige sau đó hỏi Leo tại sao anh ấy không bao giờ nói với cô ấy, và anh ấy trả lời rằng anh ấy muốn giành được tình yêu của cô ấy thay vì xua đuổi cô ấy khỏi cha mẹ mình. Paige, trong khi ở trong lớp học, thay vì cô phải viết nội dung bài học thì cô bắt đầu phác thảo về một thứ gì đó; do đó khơi gợi lại lý do tại sao cô ấy lần đầu tiên rời trường luật. Bất chấp sự nghi ngờ của cha cô về việc bỏ học luật, cô trấn an ông rằng cô sẽ luôn là con gái của ông cho dù có thế nào đi nữa. Cô tiếp tục quan tâm đến nghệ thuật, cuối cùng quay trở lại với điêu khắc và vẽ. Mặc dù Jeremy thú nhận rằng anh ấy đã chia tay với bạn gái hiện tại của mình, nhưng anh vẫn hy vọng sẽ quay được lại với cô ấy,
Khi các mùa thay đổi, Leo thảo luận về triết lý của mình về "Khoảnh khắc tác động". "Một khoảnh khắc tác động mà tiềm năng thay đổi có những hiệu ứng gợn sóng vượt xa những gì chúng ta có thể dự đoán. Gửi một số hạt va chạm vào nhau, khiến chúng gần nhau hơn trước. họ". Trở lại phòng, Paige tìm thấy tấm thực đơn mà cô đã viết lời thề trong đám cưới và vô cùng xúc động. Bộ phim kết thúc với việc Paige tìm thấy Leo tại quán Café Mnemonic quen thuộc của họ và cùng anh đi thử một địa điểm mới thay vì những ám ảnh cũ.

## Diễn viên
- Rachel McAdams trong vai Paige Collins
- Channing Tatum trong vai Leo Collins
- Jessica Lange trong vai Rita Thornton, mẹ Paige
- Sam Neill trong vai Bill Thornton, cha Paige
- Jessica McNamee trong vai Gwen Thornton, em gái Paige
- Wendy Crewson trong vai Dr. Fishman
- Tatiana Maslany trong vai Lily
- Lucas Bryant trong vai Kyle
- Scott Speedman trong vai Jeremy
- Joey Klein trong vai Josh
- Joe Cobden trong vai Jim
- Jeananne Goossen trong vai Sonia
- Dillon Casey trong vai Ryan
- Shannon Barnett trong vai Carrie
- Lindsay Ames trong vai Shana
- Kristina Pešić trong vai Lizbet
- Britt Irvin trong vai Lina
- Sarah Carter trong vai Diane
- Rachel Skarsten trong vai Rose

## Sản xuất
Việc casting của Rachel McAdams và Channing Tatum đã được Variety thông báo vào tháng 6 năm 2010. Quá trình quay phim diễn ra từ tháng 8 đến tháng 11 năm 2010 tại Toronto và Chicago.

##### Lai lịch
Yêu lại từ đầu dựa trên mối quan hệ thực tế của Kim và Krickitt Carpenter, người đã viết một cuốn sách về cuộc hôn nhân của họ, còn được gọi là The Vow. Mười tuần sau đám cưới, vào ngày 18 tháng 9 năm 1993, cặp đôi dính vào một vụ tai nạn xe hơi nghiêm trọng. Krickitt bị chấn thương sọ não, điều này đã xóa sạch mọi ký ức về mối tình lãng mạn của cô với Kim cũng như cuộc hôn nhân của họ. Kim vẫn yêu vợ sâu đậm dù cô coi anh như người xa lạ sau vụ tai nạn. Tuy nhiên, vào năm 2018, anh ấy thừa nhận đã ngoại tình và họ đã ly hôn. 

##### Âm nhạc
Nhạc phim được phát hành vào ngày 7 tháng 2 năm 2012, thông qua Rhino Records. Bản nhạc phim do Rachel Portman và Michael Brook viết và soạn nhạc, được phát hành dưới dạng kỹ thuật số trong một album riêng vào ngày 7 tháng 2 năm 2012, thông qua Madison Gate Records.

## Phát hành

##### Phản hồi quan trọng
Trang web tổng hợp phê bình Rotten Tomatoes chấm cho bộ phim 31% đánh giá dựa trên 134 bài phê bình và điểm đánh giá trung bình là 4,95 / 10. Sự đồng thuận của trang web viết, "Channing Tatum và Rachel McAdams cố gắng hết sức với những gì họ được giao, nhưng Yêu lại từ đầu quá nông cạn và quen thuộc để thỏa mãn những khán giả xem phim ngày đêm phân biệt đối xử."  Trên Metacritic , chỉ định xếp hạng trung bình có trọng số cho các bài đánh giá, bộ phim nhận được điểm trung bình là 43/100 dựa trên 28 nhà phê bình, cho biết "các bài đánh giá hỗn hợp hoặc trung bình". 
Emma Dibdin từ Total Film đã cho bộ phim xếp hạng ba sao trên năm sao, nhận xét, "có một sự ngọt ngào thiết yếu trong công việc ở đây, một phần là nhờ McAdams và một phần là câu chuyện tình yêu trong trẻo bất thường cuối cùng vẫn giữ được tình cảm."  Nhà phê bình của Empire, Helen O'Hara, cũng cho bộ phim xếp hạng ba sao trên năm. Cô nhận thấy McAdams "xuất sắc" và Tatum "đau lòng một cách đáng kinh ngạc" và kết luận, "Có thể bỏ qua một vài điểm yếu trong cốt truyện vì Yêu lại từ đầu tạo nên một bộ phim lãng mạn tuyệt vời - nếu hơi đẫm nước mắt - được diễn xuất xuất sắc. Bưu điện Washington, Stephanie Merry viết, "Thật xấu hổ khi mọi thứ quá đen trắng, bởi vì bộ phim có nhiều hứa hẹn hơn - và nhiều tiếng cười hơn - hơn là các đoạn giới thiệu". Cô ấy nói thêm "Tatum, mặc dù thiếu một chút về khả năng diễn xuất kịch tính, nhưng đã mang đến một số câu chuyện châm biếm đáng nhớ. Anh ấy và McAdams cũng có phản ứng hóa học." 
Đánh giá bộ phim 2,5 trên 4 sao, Roger Ebert từ Chicago Sun-Times nhận thấy nó "đủ dễ chịu như một bộ phim hẹn hò, nhưng chỉ có vậy thôi." USA Today viết, "Nó có thể thu hút những người hâm mộ cuồng nhiệt nhất của những mối tình đẫm nước mắt như The Notebook , nhưng đó là một câu chuyện maudlin khó nuốt."  Betsy Sharkey, nhà phê bình phim từ Los Angeles Times viết, "Mặc dù có câu chuyện ngọt ngào, nhưng đây là một bộ phim khiến bạn muốn nhiều hơn. Quan tâm nhiều hơn, khóc nhiều hơn, yêu nhiều hơn."  James Berardinelli rất tiêu cực về bộ phim. Anh ấy viết, "với những đường nét sẽ làm hài lòng đám đông và sự tuân thủ công thức một cách thuộc lòng, [bộ phim này] hầu như không có những đặc điểm chuộc lỗi. Đây là đối với những phụ nữ trẻ, những gì Transformers dành cho những người đàn ông trẻ tuổi. Anh ấy kết luận rằng mô tả phim như một “sản phẩm vô tâm, không hồn”".

##### Phòng vé
Yêu lại từ đầu ra mắt ở vị trí số 1 trong tuần đầu công chiếu, với 15,4 triệu đô la vào ngày đầu công chiếu và 41,2 triệu đô la vào cuối tuần. Vào Ngày lễ tình nhân, bộ phim đã thu về 11,6 triệu đô la, phá vỡ kỷ lục 7,5 triệu đô la của Người mai mối (Hitch) cho ngày lễ tình nhân giữa tuần có doanh thu cao nhất.  Nó cũng kiếm được khoảng 9,7 triệu đô la quốc tế vào cuối tuần đó.
Vào cuối tuần kéo dài từ 24-26 tháng 2, Yêu lại từ đầu đã trở thành bộ phim đầu tiên của năm 2012 tại Bắc Mỹ vượt mốc 100 triệu USD và là bộ phim thứ ba vượt mốc 100 triệu USD trên toàn thế giới sau Underworld: Awakening và Journey 2: The Mysterious Island .  Bộ phim đã thu về 125 triệu đô la ở Bắc Mỹ và 71,1 triệu đô la ở các quốc gia khác với tổng số tiền là 196,1 triệu đô la trên toàn thế giới.  Đây là bộ phim chính kịch lãng mạn có doanh thu cao thứ tám kể từ năm 1980.  Các tài liệu từ vụ hack của Sony Pictures cho biết bộ phim đã thu về lợi nhuận 52 triệu đô la.

##### Các giải thưởng
| Phần thưởng                            | Loại                                                 | Người nhận                                              | Kết quả    |
| -------------------------------------- | ---------------------------------------------------- | ------------------------------------------------------- | ---------- |
| Giải thưởng Điện ảnh & Truyền hình BMI | Giải thưởng âm nhạc điện ảnh                         | Rachel Portman                                          | Thắng      |
| Giải thưởng đoạn giới thiệu vàng       | Lãng mạn hay nhất                                    |                                                         | Được đề cử |
| Giải thưởng đoạn giới thiệu vàng       | Chương trình truyền hình lãng mạn hay nhất           | "Mãi mãi"                                               | Thắng      |
| Giải thưởng điện ảnh MTV               | Màn trình diễn nam xuất sắc nhất                     | Channing Tatum                                          | Được đề cử |
| Giải thưởng điện ảnh MTV               | Nụ hôn đẹp nhất                                      | Rachel McAdams và Channing Tatum                        | Được đề cử |
| Giải thưởng Teen Choice                | Phim lựa chọn: Chính kịch                            |                                                         | Được đề cử |
| Giải thưởng Teen Choice                | Phim lựa chọn: Lãng mạn                              |                                                         | Được đề cử |
| Giải thưởng Teen Choice                | Diễn viên điện ảnh được lựa chọn: Phim chính kịch    | Channing Tatum                                          | Được đề cử |
| Giải thưởng Teen Choice                | Nữ diễn viên điện ảnh được lựa chọn: Phim chính kịch | Rachel McAdams                                          | Được đề cử |
| Giải thưởng People's Choice Awards     | Phim kịch tính yêu thích                             |                                                         | Được đề cử |
| Giải thưởng People's Choice Awards     | Diễn viên điện ảnh yêu thích                         | Channing Tatum (cũng cho Magic Mike và 21 Jump Street ) | Được đề cử |
| Giải thưởng People's Choice Awards     | Diễn viên phim kịch tính được yêu thích nhất         | Channing Tatum (cũng cho Magic Mike )                   | Được đề cử |
| Giải thưởng People's Choice Awards     | Nữ diễn viên phim chính kịch được yêu thích nhất     | Rachel McAdams                                          | Được đề cử |

##### Phương tiện gia đình
Đĩa DVD và Blu-ray được phát hành vào ngày 8 tháng 5 năm 2012. 